# Сербские беженцы во время распада Югославии
Се́рбские бе́женцы (серб. Српске избјеглице за вријеме распада Југославије) — беженцы и перемещённые лица — сербы, вынужденные покинуть места проживания во время военных конфликтов, сопровождавших распад Югославии. За время распада Югославии беженцами либо перемещёнными лицами стали сотни тысяч сербов. Основные потоки сербских беженцев наблюдались во время войны в Хорватии, войны в Боснии и Герцеговине и Косовского конфликта. Военные конфликты, этнические чистки и потоки беженцев значительно изменили этническую карту бывшей Югославии, оставив практически полностью без сербского компонента некоторые из тех областей, где ранее он был доминирующим либо составлял значительный процент.

## Распад Югославии

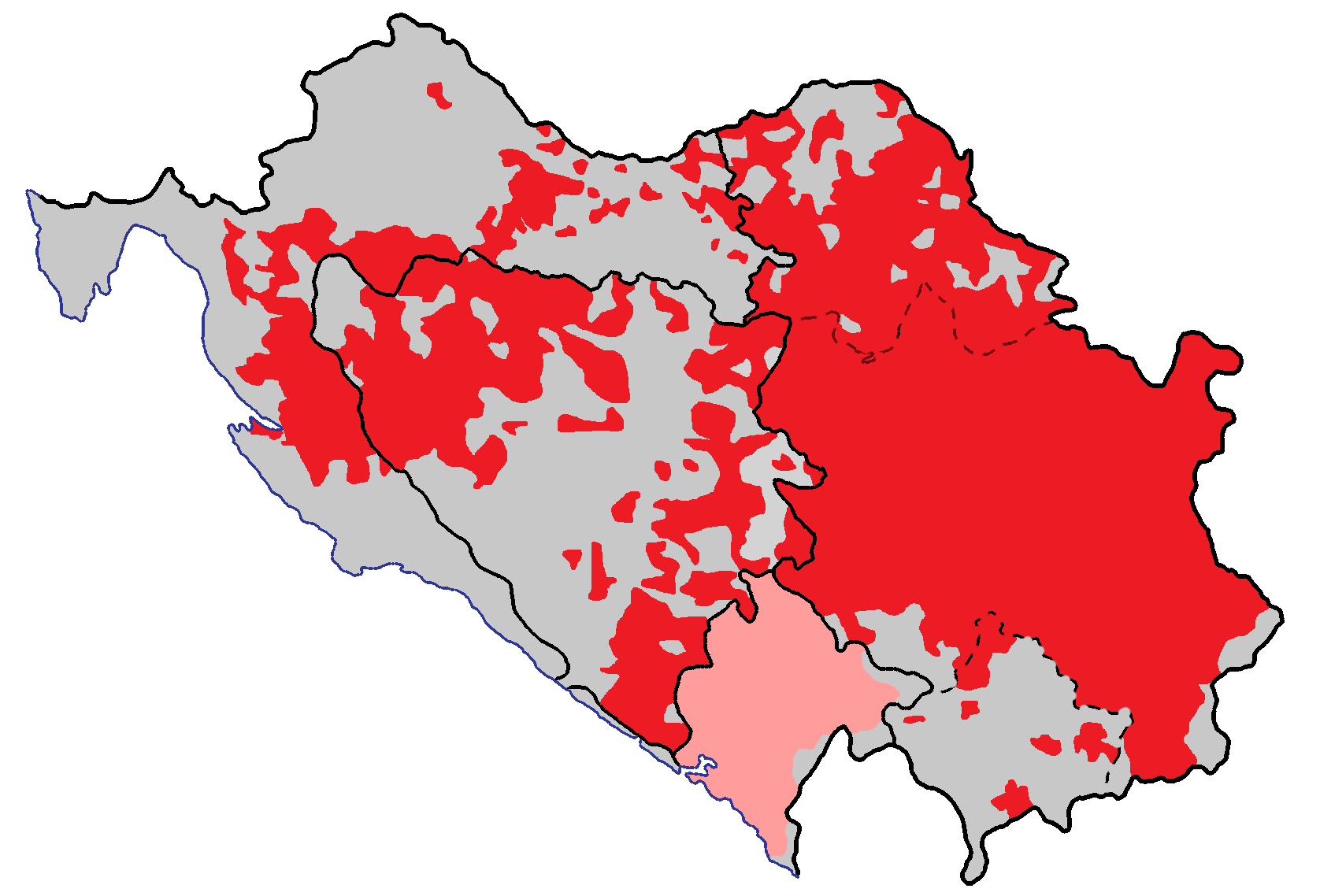
Расселение сербов (красный) и черногорцев (розовый) в Югославии согласно переписи 1981 года

В годы после Второй мировой войны Югославия была многонациональным федеративным государством, разделённым на союзные республики. В 1989 году после падения Берлинской стены в странах соцлагеря начались дезинтеграционные процессы на волне обострения межнациональных конфликтов. В Югославии стал падать авторитет местной компартии, Союза коммунистов Югославии, в то время как националистические и сепаратистские силы были на подъёме.
В марте 1989 года кризис в Югославии усугубился после принятия поправок к конституции Сербии, которые позволили правительству республики ограничить автономию Косово и Воеводины. Эти автономные края имели по голосу в президиуме СФРЮ. Таким образом Сербия под руководством Слободана Милошевича получила в общей сложности три голоса в югославском президиуме. Добавляя к этим трём также голос от Черногории, Сербия могла задавать тон при голосовании. Это вызвало раздражение в других союзных республиках и призывы к реформе федерации.
На XIV чрезвычайном съезде коммунистов Югославии 20 января 1990 года делегации союзных республик не смогли договориться по спорным вопросам. Словенская делегация во главе с Миланом Кучаном требовала реформ и ослабления федерации, в то время как сербская во главе с Милошевичем выступила против. В результате словенские и хорватские делегаты покинули съезд. Эти события знаменовали собой начало распада федеративной Югославии.
В югославских республиках на первых за послевоенные годы многопартийных выборах к власти стали приходить националистические партии, среди которых самым заметным было Хорватское демократическое содружество во главе с Франьо Туджманом. Националистический курс нового хорватского правительства вызвал дискриминацию хорватских сербов и усилил напряжённость в республике. Правительством Туджмана был принят ряд дискриминационных законов, что вызвало резкий протест сербов, которые затем провозгласили автономию. 22 декабря 1990 года парламент Хорватии принял новую конституцию республики, которая лишала сербов статуса государствообразующего народа, и, по мнению сербских исследователей, ущемляла права сербов. После принятия новых конституций Хорватия и Словения начали готовиться к провозглашению независимости. 25 июня 1991 года она была объявлена. Это привело к Десятидневной войне в Словении и гораздо более разрушительной войне в Хорватии. Война в Хорватии привела к Резолюции СБ ООН 743, принятой 21 февраля 1992 года, которая санкционировала создание Сил Организации Объединённых Наций по Охране в соответствии с докладом генерального секретаря ООН от 15 февраля 1992 года. Весной 1992 года началась кровопролитная война в Боснии и Герцеговине, жертвами которой стали до 100 000 человек.

## Сербские беженцы и перемещённые лица

### Беженцы из Хорватии и Сербской Краины

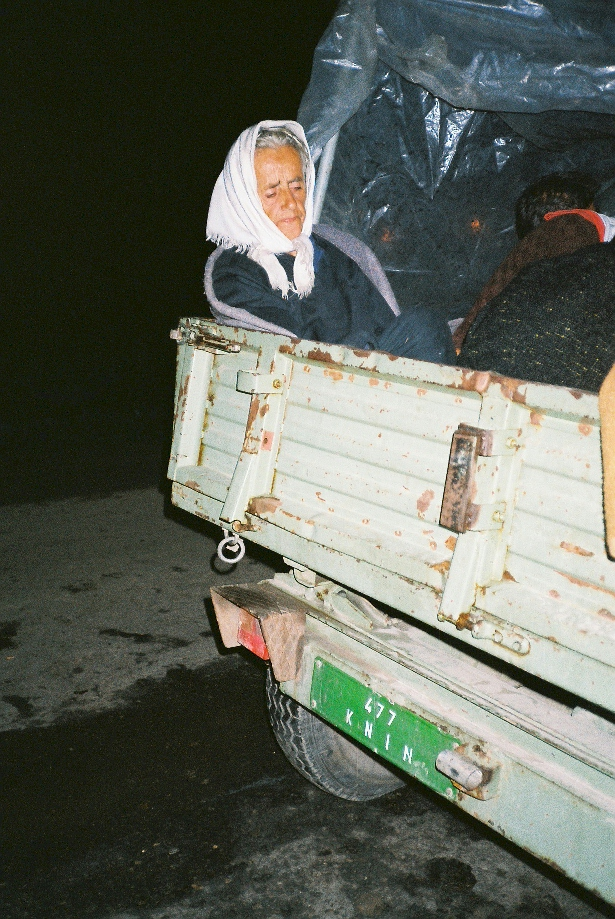
Сербская беженка из Краины

Война в Хорватии с начала конфликта ознаменовалась масштабными этническими чистками, которые проводили обе стороны и которые спровоцировали потоки беженцев. Сербы в этой войне бежали как с территорий, контролируемых хорватскими армией и МВД, так и с территории под контролем югославских и сербских сил. Согласно сообщениям Комиссариата по делам беженцев ООН, к 1993 году только с территорий под контролем центральных хорватских властей была изгнана 251 000 человек (Красный крест Югославии сообщил о 250 000 беженцев сербской национальности с территории Хорватии ещё в 1991 году). Беженцы оседали в основном в Республике Сербская Краина (РСК) или в Союзной Республике Югославии. Некоторые уезжали в США, Австралию, Канаду и т. д., образуя там многочисленные диаспоры. По данным Елены Гуськовой, в 1994 году на территории Союзной Республики Югославии находилось более 180 000 беженцев и перемещённых лиц из Хорватии.
В 1995 году из РСК в результате масштабных военных операций хорватских вооружённых сил на её территории бежали примерно 250 000 сербов — 18 000 человек в ходе операции «Молния» и 230 000 во время операции «Буря». Согласно данным ООН, в августе 1995 года на той территории Краины, которая была занята хорватскими войсками, остались только около 5500 сербов.
Остатки РСК, не затронутые хорватским наступлением в августе 1995 года (Область Срема и Бараньи с 1995 и Область Срема, Бараньи и Восточной Славонии с 1996 года), просуществовали в виде автономий под управлением ООН до мирного включения в состав Хорватии в начале 1998 года. После интеграции, по данным сербского исследователя Саво Штрбаца, эти территории покинуло значительное количество сербов — 77 316 человек.
Перепись беженцев и перемещённых лиц, проведённая в 1996 году, зафиксировала на территории Сербии в рамках Союзной Республики Югославии 330 123 беженца с территории Хорватии. В 2001 году в Сербии, по данным аналогичной переписи, насчитывалось 284 336 беженцев из Хорватии.
По данным УВКБ ООН, опубликованным в 2008 году, 125 000 сербов были зарегистрированы как вернувшиеся в Хорватию; из этого числа 55 000 остались жить в Хорватии на постоянной основе.
По данным директора Института славяноведения РАН Константина Никифорова, около 100 000 сербов-беженцев из Хорватии осели в Республике Сербской на территории Боснии и Герцеговины.

### Беженцы из Боснии и Герцеговины

Сербские беженцы покидают Грбавицу (район Сараева)

Война в Боснии также сопровождалась массовыми этническими чистками и выселением сотен тысяч человек, чем занимались все стороны конфликта. В период боевых действий беженцами либо перемещёнными лицами стали до 800 000 сербов. По данным Елены Гуськовой, в большинстве своём сербы бежали из районов Западной Герцеговины, Центральной и Западной Боснии.
Бои в районе Сараева, осада города и переход его населённых сербами пригородов под контроль боснийских мусульман по итогам Дейтонских соглашений привели к волне сербских беженцев из Сараева. По оценкам президента Республики Сербской Милорада Додика, всего город и его окрестности покинуло около 150 000 сербов.
Перепись беженцев и перемещённых лиц, проведённая в 1996 году, зафиксировала в Сербии 266 279 беженцев с территории Боснии и Герцеговины. Данные переписи за 2001 год свидетельствуют о 165 811 беженцах из Боснии и Герцеговины на территории Сербии в составе Югославии. Основную массу беженцев из Боснии и Герцеговины составляли люди с территорий, подконтрольных армиям боснийских мусульман и боснийских хорватов. Сербский исследователь Весна Лукич среди таких территорий называла Бихач, Дрвар, Зеницу, Мостар, Сански-Мост и Сараево. От обшего числа беженцев из Боснии и Герцеговины в Сербии 78,7 % бежали с территории под контролем армий боснийских мусульман и хорватов. Лукич отмечает, что к 2001 году доля беженцев с этих территорий выросла до 84,2 %, в то время как многие беженцы с территорий под контролем боснийских сербов смогли вернуться домой или эмигрировали в другие страны.
В 1996 году беженцы из Боснии и Герцеговины на территории Сербии размещались следующим образом: 28,6 % в Белграде, 32,1 % в Центральной Сербии, 37,9 % в Воеводине, 1,4 % в Косове и Метохии.

### Беженцы из Косова и Метохии

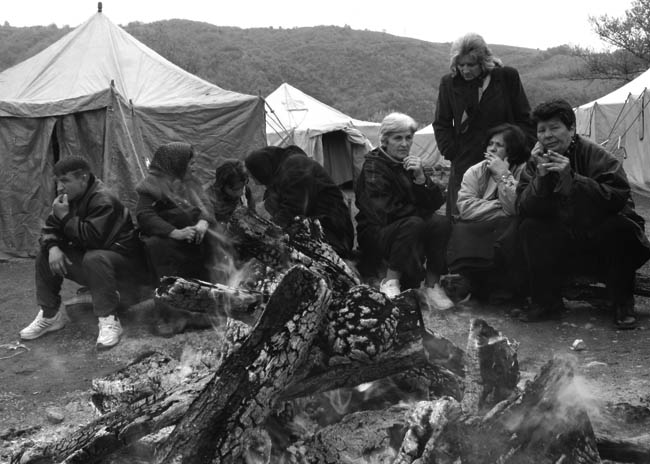
Сербские беженцы из Косова и Метохии

За время бомбардировок Союзной Республики Югославии авиацией НАТО в марте — июне 1999 года Косово и Метохию покинули около 100 000 сербов и черногорцев. Летом 1999 года, после того как край перешёл под контроль сил Североатлантического альянса и косовских албанцев, произошло массовое переселение сербов и черногорцев в Сербию и Черногорию. Всего в конце 1999 года там находилось 250 тысяч сербов и черногорцев, покинувших Косово и Метохию. При этом, согласно данным Управления Верховного комиссара ООН по делам беженцев, в 2009 году в край вернулись примерно 700 человек, в 2010 году — около 800. Затем количество вернувшихся в Косово и Метохию значительно уменьшилось, например в 2013 году в край вернулись только 54 человека.
В июне 2013 года в Сербии находились 210 000 перемещённых лиц из Косова и Метохии.

## Сербские беженцы в современной Сербии
Войны в Хорватии, в Боснии и Герцеговине и Косовский конфликт вызвали массовые волны беженцев сербской национальности из этих стран. В результате Сербия оказалась на первом месте в Европе по количеству беженцев и вынужденных переселенцев. По данным сербского Комиссариата по
делам беженцев, после окончания всех войн Сербия приютила 830 000 людей, изгнанных из родных мест.
В 1994 году на территории Союзной Республики Югославии находилось более 180 000 беженцев и перемещённых лиц из Хорватии. В 1995 году, после перехода под хорватский контроль основной части Сербской Краины, беженцами стали от 230 000 до 250 000 сербов. На своей территории их приняла Союзная Республика Югославия. 12 000 человек были отправлены в Косово, 60 000 разместились в Воеводине, 180 000 осели в Центральной Сербии. При этом 25 000 из них находились в коллективных центрах для беженцев. Приток беженцев создал в Югославии крайне напряжённую гуманитарную обстановку. Возник сложный вопрос об их статусе. Война в Боснии и Герцеговине также вызвала значительный приток сербских беженцев в Югославию.

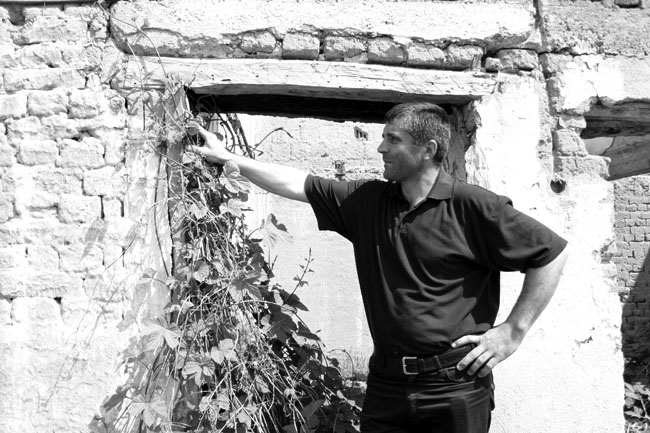
Вернувшийся в Косово серб у руин своего дома

На протяжении длительного времени сербские власти предпринимали усилия по размещению беженцев и перемещённых лиц. Те из них, кто не имел родственников либо друзей в Сербии и не мог арендовать жильё, размещались в так называемых коллективных центрах. В 1996 году в Югославии насчитывалось около 700 таких центров. Исследователи выделяют три документа, на основании которых сербские власти пытались решить проблему беженцев:
- «Национальная стратегия решения проблем беженцев» была принята сербским правительством в 2002 году при поддержке УВКБ ООН. Она выделяла две цели: репатриацию беженцев и интеграцию их в сербское общество. Поскольку большинство опрошенных предпочли остаться в Сербии, упор в реализации «Стратегии» был сделан на обеспечение условий интеграции беженцев путём решения вопросов жилья, правового статуса, безопасности и т. д. Эта программа столкнулась с трудностями финансирования, которое последовательно уменьшалось в 2003 и 2004 годах.
- «Стратегия преодоления бедности» была утверждена правительством в 2003 году. Её основной целью была нормализация социальных условий и развитие экономики. Данная программа также столкнулась с недостатком финансирования.
- «Дорожная карта» была утверждена Сербией в качестве региональной инициативы по решению проблем беженцев, принятой совместно с Хорватией и Боснией и Герцеговиной и поддержанной ОБСЕ и Еврокомиссией. Её эффективность спустя некоторое время также оказалась под вопросом, так как многие сербы, возвратившиеся в Хорватию или Боснию и Герцеговину, спустя некоторое время вновь уезжали оттуда в Сербию, так как их жильё было занято другими людьми, было разрушено либо им самим угрожала опасность преследования. Так, по оценкам ассоциаций сербов в Хорватии и представителей ОБСЕ, из 122 000 вернувшихся в Хорватию сербов 60—65 процентов в итоге вновь уехали в Сербию, как правило, из-за невозможности вернуть жильё, получить пенсию и из-за проблем с безопасностью.

С момента прибытия на территорию Сербии многие беженцы получали гражданство или спустя некоторое время возвращались в Хорватию и Боснию и Герцеговину. По данным Верховного комиссариата ООН по делам беженцев, в Сербии в 2008 году оставались 95 000 беженцев. В 2011 году в стране находились 60 коллективных центров, где размещались 4700 беженцев и переселенцев. Таким образом, Сербия оставалась первой страной в Европе и входила в первую пятёрку стран мира с наиболее остро стоящими проблемами беженцев.

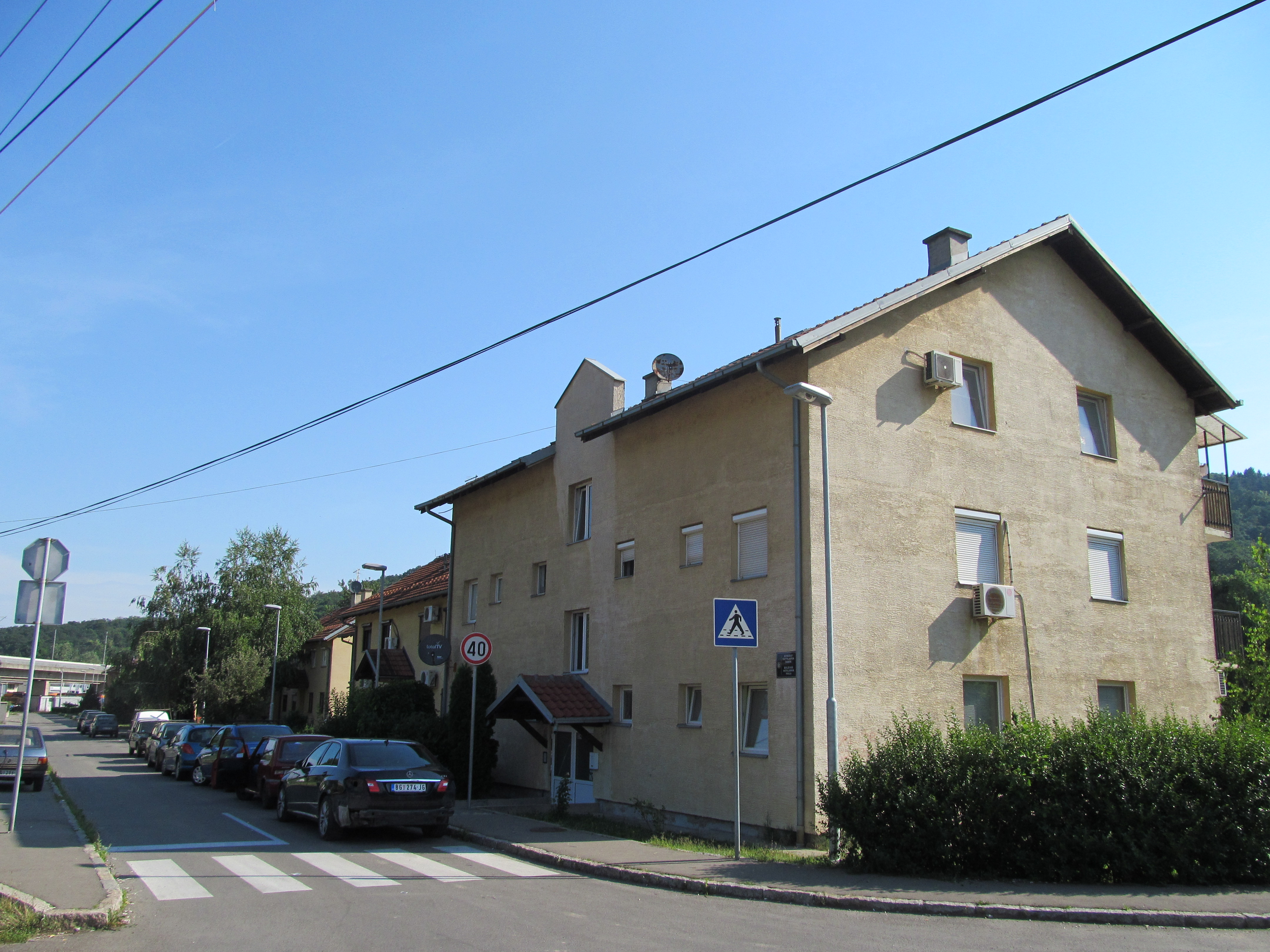
Дома беженцев в белградской общине Раковица

После прибытия беженцев в Сербию зачастую возникала напряжённость между ними и местным населением, которая, впрочем, быстро исчезла. Постепенно беженцы возобновляли довоенные связи, находили друзей и родственников, устраивались на работу. Многие из них в 1990-е годы были заняты в теневой экономике, что было обусловлено экономической ситуацией в самой Сербии. Местные власти в ряде населённых пунктов выделяли беженцам землю для строительства жилья. В то же время распространена проблема незаконного строительства, которая особенно ощутима в Белграде и его пригородах.
Многие беженцы получили гражданство Сербии либо их статус был изменён. Однако далеко не все полноценно интегрировались в сербское общество. Несмотря на то, что многие беженцы имеют хорошее образование и навыки, для них проблема безработицы является более острой, нежели для коренного населения Сербии. Проблемы сербской экономики также осложняют положение пожилых людей, одиноких матерей и тех, кто до сих пор проживает в коллективных центрах. Среди пожилых людей также присутствует стремление сохранить статус беженца, что дает им право на проживание в коллективных центрах. Они опасаются, что если получат сербское гражданство, то останутся без крыши над головой. Также беженцы частично компенсировали демографические проблемы Сербии. Но по оценкам исследователей к середине XXI века этот эффект сведётся к минимуму из-за копирования беженцами местной модели поведения и влияния на них тех же факторов, что препятствуют высокой рождаемости в среде коренного населения.
В 2012 году, согласно Константину Никифорову, на территории Сербии проживали 97 000 беженцев из Хорватии и Боснии и 236 000 внутренних переселенцев с территории Косова. Летом 2013 года были опубликованы другие данные о количестве лиц со статусом беженцев в Сербии: 41 000 беженцев из Хорватии и 15 300 беженцев из Боснии и Герцеговины. Заместитель комиссара по вопросам беженцев и миграций при правительстве Сербии Светлана Велмимирович отметила, что к 2013 году гражданство Сербии получили около 250 000 беженцев из Хорватии и Боснии и Герцеговины. Также, по словам Велимирович, в эти страны вернулось по 70 000 беженцев. 1 июня 2015 года в Сербии оставалось только 18 коллективных центров, где проживало 1075 человек. При этом 8 центров расположены на территории Косова и Метохии. Сокращая их количество, сербские власти предоставляли части беженцев жильё либо строительные материалы для его возведения.